# Хилсборо (Северна Дакота)
Хилсборо (енгл. Hillsboro) град је у америчкој савезној држави Северна Дакота.

## Демографија
По попису из 2010. године број становника је 1.603, што је 40 (2,6%) становника више него 2000. године.
| Група             | 2000.         | 2010.         |
| Белци             | 1.450 (92,8%) | 1.466 (91,5%) |
| Афроамериканци    | 3 (0,2%)      | 2 (0,1%)      |
| Азијати           | 0 (0,0%)      | 9 (0,6%)      |
| Хиспаноамериканци | 77 (4,9%)     | 88 (5,5%)     |
| Укупно            | 1.563         | 1.603         |